# Fulco de minstreel

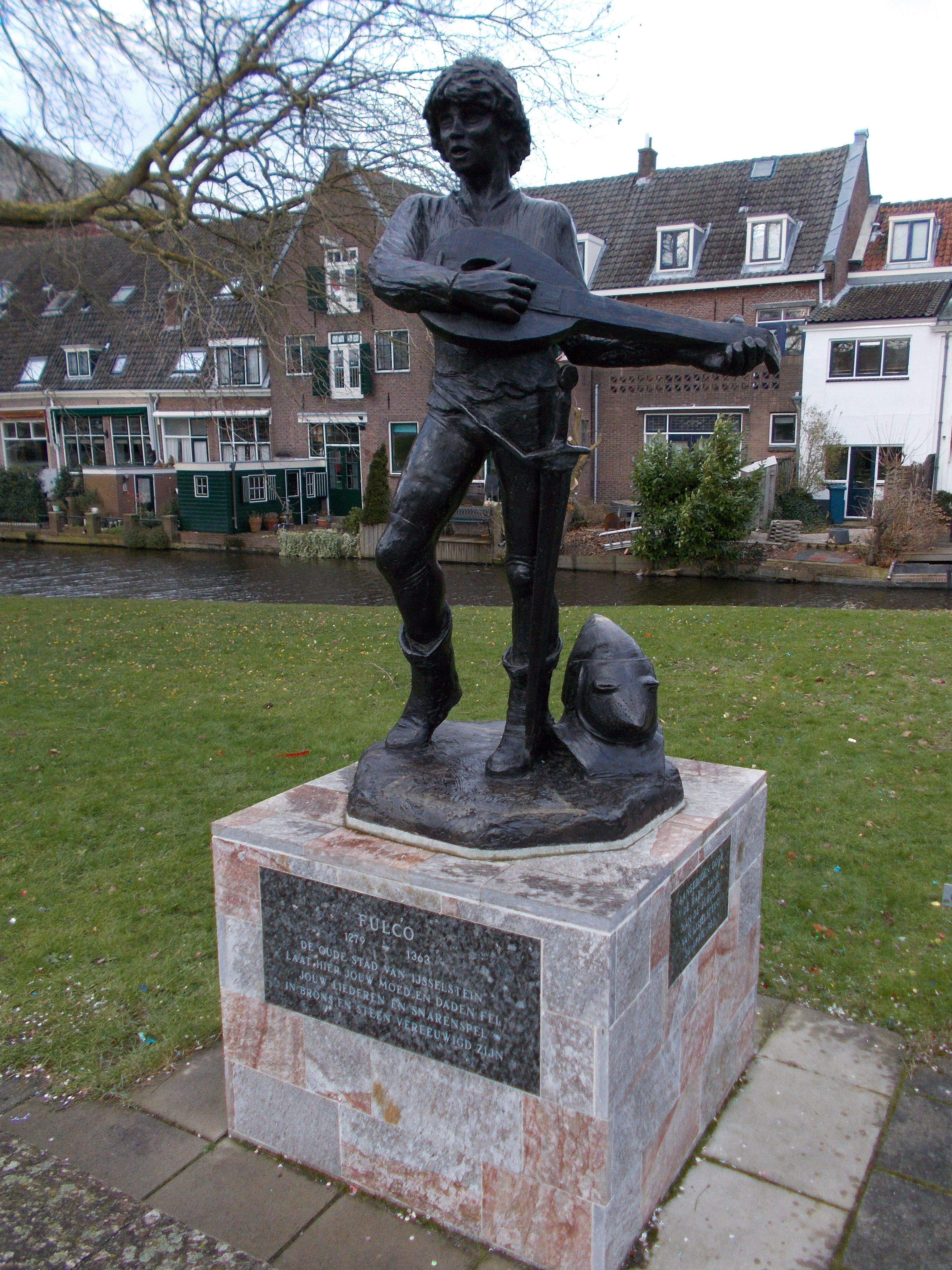
Beeldje van Fulco in IJsselstein

Fulco de minstreel. Een historisch verhaal uit den tijd van graaf Jan I voor jongelieden is een historische jeugdroman van de Nederlandse auteur Cornelis Johannes Kieviet, geschreven in 1892. In het boek, dat in de dertiende eeuw speelt, staan Gijsbrecht van IJsselstein, zijn vrouw Bertha van Heukelom en het beleg van het kasteel IJsselstein centraal, hoewel de held van het verhaal een eenvoudige bediende is, Fulco.  
Ook spelen op de achtergrond de twisten tussen Holland en Utrecht en de toenemende macht van de steden ten koste van de adel een rol. Verdere thema´s zijn de ingewikkelde feodale leenverhoudingen (Gijsbrecht die gehoorzaamheid verschuldigd is aan zowel Holland als Utrecht en hierdoor in de problemen komen als deze in conflict raken, alsmede de manipulaties van Borselen om de macht over Holland te verwerven), en de adellijke willekeur (Gijsbrecht is een goed heer en behandelt zijn onderdanen behoorlijk, Vianen is een slecht heer en behandelt zijn lijfeigene slecht). Peer, de lijfeigene van Vianen, is een tragisch figuur die enerzijds zich schuldig maakt aan verwerpelijk gedrag zoals poging tot beroving en aanranding en meervoudig verraad, maar anderzijds niet beter weet omdat hij van kinds af aan door zijn heer slecht is behandeld. 

## Plot
Fulco, bijgenaamd de minstreel wegens zijn zangtalenten, is dienaar van Gijsbrecht van IJsselstein en vergezelt hem en diens schildknaap Jan van Asperen naar Heukelom, waar Gijsbrecht met zijn bruid Bertha zal trouwen en een riddertoernooi ter hunner ere plaatsvindt. De arrogante Hendrik van Vianen, die nooit is verslagen, is de gedoodverfde winnaar, maar dan betreedt een onbekende ridder het strijdperk. Dit is Gijsbrecht in vermomming, en hij verslaat Hendrik van Vianen die de nederlaag niet kan verkroppen, zich bedrinkt en misdraagt, en vervolgens wraak zweert.
Die kans komt wanneer Gijsbrecht met Fulco naar het hof te Veere is gestuurd voor vredesbesprekingen die hij namens de bisschop van Utrecht moet voeren met Wolfert van Borselen, die de minderjarige Hollandse graaf als gijzelaar vasthoudt en zo zowel Holland als Zeeland beheerst. Gijsbrecht is in een precaire positie want hij is zowel maarschalk van Utrecht als leenman van Holland. Vianen arriveert met het nieuws dat er vijandelijkheden zijn uitgebroken, en hij en Borselen eisen dat Gijsbrecht zijn kasteel beschikbaar stelt voor een Hollandse bezetting. Gijsbrecht houdt vast aan neutraliteit en hierop proberen Borselen en Vianen hem gevangen te nemen. Fulco ontsnapt naar IJsselstein, maar Gijsbrecht wordt door Vianen gegrepen en naar Dordrecht gebracht, waar Heer Aloud, getrouwe van Borselen, de scepter zwaait.
Met list weet Fulco het zoontje van Vianen als gijzelaar te ontvoeren en uiteindelijk ook Gijsbrecht uit Dordrecht te bevrijden. Vianen slaat het beleg van kasteel IJsselstein en na meer dan een jaar moet Bertha capituleren. De zestien overlevenden worden naar Dordrecht gebracht waar heer Aloud een loting houdt: volgens de capitulatievoorwaarden bepaalt die loting wie ter dood gebracht wordt en wie vrij zal zijn. Wanneer Aloud en Vianen echter deze laatste voorwaarde negeren en de niet-terdoodveroordeelden levenslang willen opsluiten, protesteren de schepenen en zet een mysterieuze monnik de Dordtenaren aan tot opstand. De monnik, die de door Fulco bevrijde Gijsbrecht is, rekent af met Vianen en omarmt zijn geliefde Bertha. Aloud wordt gedood, Borselen verliest de macht over Holland en wordt tijdens een vluchtpoging gevangengenomen en uiteindelijk te Delft gelyncht. Jan I van Henegouwen wordt graaf. Fulco wordt tot ridder geslagen en tot kastelein van slot Heukelom benoemd.

## Trivia
- In de aflevering De moord op papier uit de RTL4'tv'serie Baantjer (seizoen 2, aflevering 2) is een verdachte die Fulco gespeeld heeft in een (niet bestaande) televisieserie Fulco de minstreel.
- In IJsselstein is het plaatselijke theater naar Fulco vernoemd: Fulcotheater.

## Externe verwijzingen
- Het boek op Librivox.org, ingesproken door Anna Simon
- Het boek op Google Books